# Thierry Toutain
Thierry Toutain (* 14. Februar 1962 in Fourmies) ist ein ehemaliger französischer Leichtathlet. Der 1,82 m große und im Wettkampf 75 kg schwere Toutain stellte 1996 den Weltrekord im 50.000-Meter-Bahngehen auf.

## Karriere
Toutain gewann 1988 seinen ersten französischen Meistertitel auf der 50-km-Strecke. Im gleichen Jahr nahm er über 20 km an den Olympischen Spielen in Seoul teil und belegte dort nach 1:22:55 Stunden Platz 18.
1989 gewann er seinen ersten Meistertitel auf der 20-km-Strecke, diesen Titel verteidigte er 1990 und 1991. 1990 bei den Europameisterschaften in Split ging er 1:23:22 Stunden und erhielt Bronze hinter dem für die CSSR antretenden Slowaken Pavol Blažek und dem Spanier Daniel Plaza. Bei den Weltmeisterschaften 1991 in Tokio erreichte er das beste WM-Ergebnis seiner Karriere: Nach 1:21:22 Stunden belegte er den neunten Platz und lag genau eine Minute hinter dem Bronzerang.
Bei den Europameisterschaften 1994 in Helsinki trat Toutain über 50 km an. Im Ziel lag er mehr als zweieinhalb Minuten hinter dem russischen Sieger Waleri Spizyn. Toutain lieferte sich mit dem Italiener Giovanni Perricelli bis zur Ziellinie ein Duell um Silber, nach 3:43:52 Stunden hatte Toutain im Ziel drei Sekunden Vorsprung auf Perricelli.
Seine letzte vordere Platzierung bei einem internationalen Großereignis erreichte Toutain bei den Olympischen Spielen 1996 in Atlanta, als er nach 1:21:56 Stunden Zehnter wurde. Nachdem Toutain bereits 1994 einen Europarekord im 50.000-Meter-Bahngehen aufgestellt hatte, den René Piller dann mit Weltrekord unterboten hatte, verbesserte er am 29. September 1996 in Héricourt seinerseits den Weltrekord seines Landsmanns auf die noch heute gültige Bestmarke von 3:40:57 Stunden. (Stand 2007)

## Meistertitel
- 20 km Gehen: 1989, 1990, 1991, 1994, 1995, 1996
- 50 km Gehen: 1988, 1993, 1996, 1997

## Bestzeiten
- 20 km Gehen: 1:20:43 Stunden (1997)
- 50.000 m Gehen: 3:40:57 Stunden (1996)